# 瓦施湖
53°15′26″N 13°23′19″E / 53.25714°N 13.388686°E

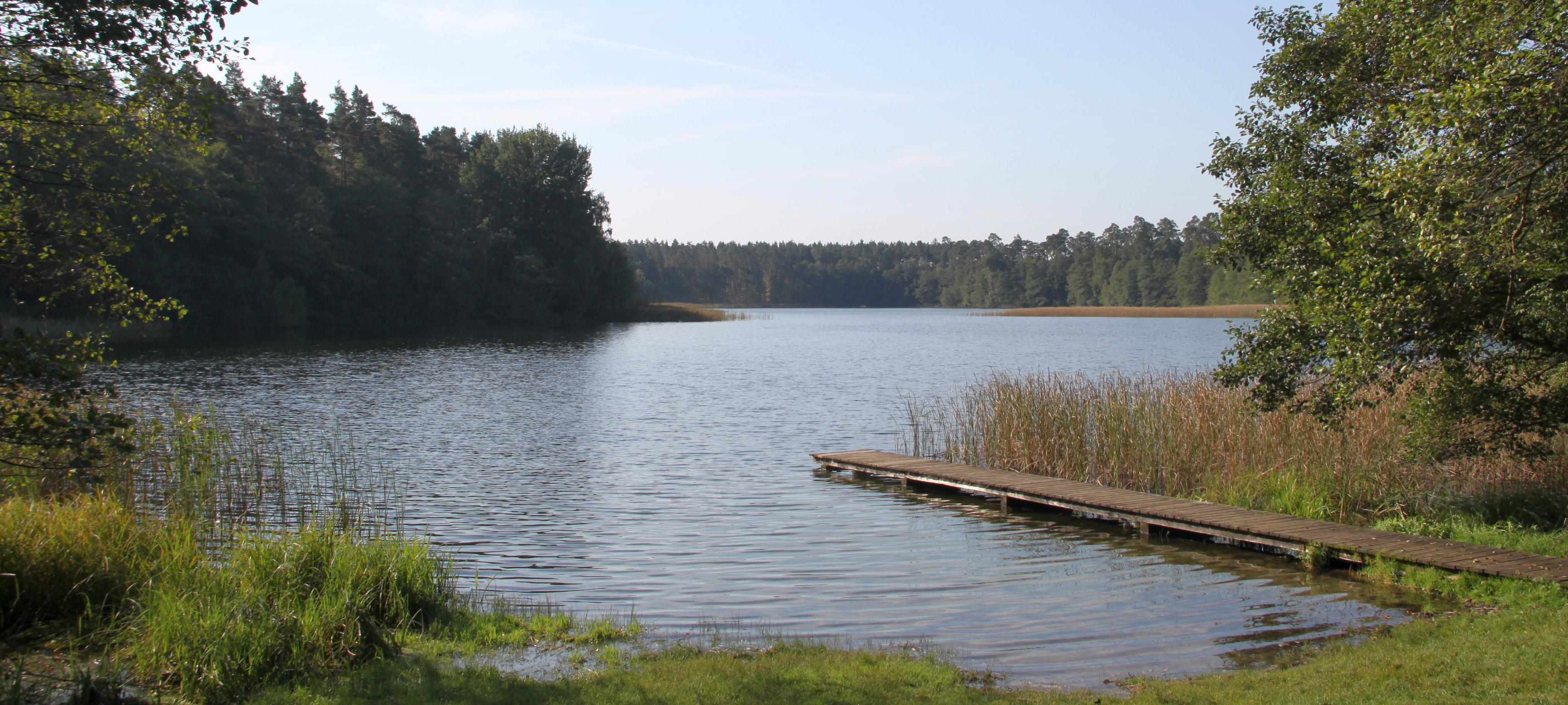

瓦施湖（德語：Waschsee），是德國的湖泊，位於該國東北部梅克倫堡-前波美拉尼亞州，由梅克倫堡湖區郡負責管轄，長0.9公里、寬0.3公里，面積0.18平方公里，海拔高度72米，平均水深6米，最大水深17米，水體容量117萬立方米。